# Alta especialidad
El Posgrado de Alta Especialidad en Medicina es un paso en la formación de capital humano en diferentes áreas de la medicina que requiere haber concluido una especialidad médica previa de manera obligatoria. Se realiza después de realizar una especialidad y/o una subespecialidad médica, como cardiología, alergología, entre otras. Los enfoque de las altas especialidades dependen del área de origen del especialista, según el listado de especialidades de entrada directa o indirecta reconocidos por el Gobierno de México

## Centros de entrenamiento
Los programas de alta especialidad, como cualquier otro programa de posgrado, son avalados y supervisados académicamente por una Institución de Educación Superior en México. Las diferentes universidades y centros médicos del país cuentan con su propio catálogo de altas especialidades.